# La mosquitera
La mosquitera is een Spaanse film uit 2010, geregisseerd door Agustí Vila.

## Verhaal
De film vertelt het verhaal van een Catalaanse familie die in staat van chaos verkeert. Vader Miquel is gevallen voor Ana, een immigrante die helpt in het huis, en wil haar betalen voor seks. Zijn vrouw Alícia heeft een affaire met een klasgenoot van haar tienerzoon Lluís. De moeder van Miquel lijdt aan alzheimer. Ondertussen verzamelt Lluís zwerfkatten en -honden, tot grote ergernis van zijn vader, wat het leven nog lastiger maakt dan het al was.

## Rolverdeling
| Acteur            | Personage |
| ----------------- | --------- |
| Emma Suárez       | Alícia    |
| Eduard Fernández  | Miquel    |
| Martina García    | Ana       |
| Anna Ycobalzeta   | Raquel    |
| Marcos Franz      | Lluís     |
| Àlex Batllori     | Sergi     |
| Noa Schinnerling  | Susanna   |
| Geraldine Chaplin | María     |
| Fermí Reixach     | Robert    |
| Àlex Brendemühl   | Editor    |

## Ontvangst

### Prijzen en nominaties
Een selectie:
| Jaar | Evenement                       | Categorie                     | Genomineerde  | Resultaat   |
| ---- | ------------------------------- | ----------------------------- | ------------- | ----------- |
| 2010 | Karlsbad (45ste editie)         | Crystal Globe voor beste film | La mosquitera | Gewonnen    |
| 2011 | Premios Goya (25ste uitreiking) | Beste actrice                 | Emma Suárez   | Genomineerd |